# Num Lock
Num Lock — (в буквальном переводе «фиксация цифр») клавиша переключения и фиксации числового регистра, расположена в левом верхнем углу цифрового блока клавиатуры. Появилась на первой версии клавиатуры IBM PC, так как в ней цифровой блок использовался одновременно для ввода цифр и навигации.
Цифровые клавиши — при включенном индикаторе Num Lock удобная клавишная панель с цифрами и знаками арифметических операций, расположенными, как на калькуляторе. Во включённом состоянии (индикатор Num Lock включен) переводит цифровой блок в режим ввода цифр, в выключенном работает режим управления курсором. Такой режим целесообразен для компактных клавиатур, не имеющих отдельных клавиш управления курсором.
На клавиатурах ноутбуков, не имеющих выделенного блока цифр, при включении режима Num Lock под ввод цифр перестраивается часть буквенных клавиш клавиатуры: клавиши «U», «I», «O» заменяются цифрами «4», «5», «6», клавиши «J», «K», «L» — цифрами «1», «2», «3» и т. д.

## Клавиши, на которые влияет Num Lock
| Клавиша на цифровой клавиатуре | Num Lock включён                | Num Lock выключен              |
| ------------------------------ | ------------------------------- | ------------------------------ |
| 1                              | 1                               | В конец (End)                  |
| 2                              | 2                               | Курсор вниз (↓)                |
| 3                              | 3                               | Следующая страница (Page Down) |
| 4                              | 4                               | Курсор влево (←)               |
| 5                              | 5                               | Отсутствует                    |
| 6                              | 6                               | курсор вправо (→)              |
| 7                              | 7                               | В начало (Home)                |
| 8                              | 8                               | Курсор вверх (↑)               |
| 9                              | 9                               | Предыдущая страница (Page Up)  |
| 0                              | 0 (ноль)                        | Вставка (Ins)                  |
| .                              | . или, (десятичный разделитель) | Удаление (Del)                 |
| /                              | / (действие деления)            | / (действие деления)           |
| *                              | * (действие умножения)          | * (действие умножения)         |
| -                              | - (действие вычитания)          | - (действие вычитания)         |
| +                              | + (действие сложения)           | + (действие сложения)          |
| Enter                          | Enter (ввод)                    | Enter (ввод)                   |

В операционных системах семейства Microsoft Windows в случае включения режима MouseKeys клавиша Num Lock переключает между режимом эмуляции компьютерной мыши (при включенном Num Lock) и режимом управления текстовым курсором.